# サポテコ族
サポテコ族（サポテコぞく、Zapotec）は、メキシコに住む民族。

## 居住地
中央メキシコ各地に住んでいる。

## 生活
農業生活者が大半を占めるが、商売上手とも言われている。主食はトウモロコシ、カボチャ、豆類。主要換金作物はコーヒー。
土地がいくらでもあるので、畑が疲弊すると新たに別の土地を開墾して移る。
地峡近くに住むサポテコ族は、甘美な音楽、熱情的な詩、激烈な雄弁を愛好する。

## 信仰
たいていのサポテコ族は山、岩、洞穴から生まれたと信じている。サポテコ族初の首長は、空から鳥になって飛んできたとも言われている。
神々のヒエラルキーが宇宙を支配し、その中で自然現象を管理する神々は農業の管理にもあたっているという。
人が死ぬと木製の箱に遺体を納め、来世への旅に必要な食物、着替え、水を脇に添える。